# Pseudosarus virescens
Pseudosarus virescens là một loài Hymenoptera trong họ Andrenidae. Loài này được Ruz mô tả khoa học năm 1980.